# カーディナル (航空機)
カーディナル
- 用途：無人航空機
- 設計者：国家中山科学研究院
- 製造者：国家中山科学研究院
- 運用者： 中華民国

カーディナル（英語:Cardinal、漢字:紅雀）は、中華民国の国家中山科学研究院（NCSIST）によって開発された小型無人航空機（UAV）シリーズである。

## 概要
NCSISTの航空研究所がアメリカ製のRQ-11 レイヴンを参考に開発した偵察用小型UAVであり、以下のようなバージョンが確認されている。

### カーディナルI
2009年から開発が開始された試作モデルで、2013年に中華民国陸軍で総飛行距離500kmの飛行試験を完了させたと報じられている。重量は2.1kg。

### カーディナルII
2014年12月に存在が公表された発展拡大型で、ペイロード設計・デジタルデータリンク・自動追跡アンテナシステムなどが改良されている。主に中隊レベルの野戦部隊が、前線で偵察・情報収集や目標捕捉、弾着観測などに使用することを想定している。また、交通監視や自然環境の調査観測、災害被害状況の調査などの民生目的にも使用できるとされている。
システムは機体・送受信アンテナ・地上制御装置で構成され、制御は完全自律式である。機体システムはモジュラー構造を採用しており、迅速に分解・組み立て・搬送が可能。機体の発進は手投げもしくはカタパルトで行われ、回収は平地へ軟着陸するか、またはパラシュートを展開して降下する形で行われる。機体にはCCDカメラと赤外線カメラが搭載されており、画像はリアルタイムで送信することができる。

### カーディナルIII
2023年3月に公表された改良型。海岸線沿いの監視を目的に設計された垂直離着陸機であり、カーディナルIIで指摘された性能不足箇所を解消予定だとされている。

### ファイアー・カーディナル
2019年8月に公表された対地攻撃型。NCSISTの自己資金で開発されたとみられており、NCSISTの担当者は「物体認識や精密照準・追跡技術のテストベッド」であると説明している。機体サイズは全長約1.2m、全幅約1.8mで、重量は約6.8kgとされる。電子光学センサーおよび赤外線センサーと、高度な目標識別システムを搭載しているとみられている。

## 採用
中華民国海軍陸戦隊が、5セットのカーディナルIIを調達した。また、2016年には中華民国海軍が機体9機を含む6セットのカーディナルIIを4,650台湾ドル（141万米ドル）で調達した。

## 仕様（カーディナルII）

### 全般
- 乗員:無人（機体）[1]
- 全長:1.9m[4]
- 全幅:1.3m[4]
- 全高:0.9m[4]
- 機体重量:5.5kg[4]
- 発動機:電気モーター[4]

### 性能
- 巡航速度:55km/h[4]
- 操縦範囲:8km[1]
- 航続時間:60分[4]